# Септима (интервал)
Септима (на латински: septima – „седма“) е музикален интервал, при който отстоянието между два тона в рамките на диатоничната тоналност е седем степени, или пет и половина чисти тона при голямата септима (до – си според натуралния звукоред), или пет тона при малката септима (до – си бемол) при натуралния звукоред).
Голяма септима в натуралния звукоред има между тониката на дадена тоналност и седмата степен на тази тоналност (при мажора, хармоничния и мелодичния минор), малката септима е характерна за натуралния минор.
Септимата може да бъде голяма и малка, както при цитираните случаи, но също теоретично може да бъде умалена или увеличена. Тези случаи са редки и обикновено засягат лошо записан енхармонизъм.
В музикалната теория септимата като понятие, свързано с тоналността (като седми тон), се появява относително късно, след началото на 18 век, преди това е била разбирана като вариант на секстата. С въвеждането на темперирания строй септимата практически измества т.нар. „чувствителен тон“, който при нетемперираните музикални инструменти се изпълнява и днес. В гама като до мажор септимата си при темперирания строй на пианото звучи по-ниско, отколкото реалното си звучене при изпълнение на нетемперираната цигулка.